# Baby Bash
Ronnie Ray Bryant (Vallejo, 18 oktober 1975), beter bekend onder zijn artiestennaam Baby Bash, is een Amerikaanse rapper. Voorheen trad hij op onder de artiestennaam Baby Beesh.
Hij is de zoon van een Mexicaanse moeder en een Amerikaanse vader. Hij vertrok naar Houston, Texas, waar hij samen met de rapper South Park Mexican met verschillende rapgroepen werkte. Bash's debuutalbum Savage Dreams werd uitgebracht in 2001 door het onafhankelijke platenlabel Dope House Records. In 2003 kwam zijn tweede album Tha Smokin' Nephew, wat de single "Suga Suga" bevatte.
Hij heeft samengewerkt met tal van andere artiesten tijdens zijn carrière, zoals West Coast rappers C-Bo en E-40, en R&B zangers Akon, T-Pain, Mario en Nate Dogg. Hij schreef ook teksten voor zangers, zoals Paula DeAnda, Jennifer Hudson en Frankie J.

## Discografie
Albums
- Savage Dreams (2001)
- On tha Cool (2002)
- Tha Smokin' Nephew (2003)
- Menage a Trois (2004)
- Super Saucy (2005)
- Cyclone (2007)
- Bashtown (2011)

- Bibliothèque nationale de France: cb14587603m (data)
- Gemeinsame Normdatei: 135366291
- International Standard Name Identifier: 0000 0001 1438 0460
- Library of Congress Control Number: no2003111666
- MusicBrainz: 1fe6717a-73b5-4e70-82c5-6b83a08c997d
- Nationale Bibliotheek van Tsjechië: xx0041502
- Système universitaire de documentation: 084288620
- Virtual International Authority File: 12552773
- WorldCat: E39PBJjMCYcfc8xJCG6PDGy68C